# 구노잔 동조궁
구노잔 동조궁(일본어: 久能山東照宮 구노잔도쇼구[*])은 일본 시즈오카현 시즈오카시 스루가구에 있는 신사이다.
1616년 세상을 떠난 도쿠가와 이에야스의 유골이 1617년 닛코로 옮기기까지 처음에 이곳에 안장됐었다.
이후에도 시즈오카 지역이 에도 막부의 직할령으로서 막중해진 중요성에 편승하여 이 도쇼구에 비중이 더해졌다.

## 같이 보기
- 도쿠가와 이에야스
- 도쇼구